# Lake Shore (Washington)
Lake Shore  est une census-designated place américaine de l'État de Washington dans le comté de Clark. 
La population était de 6 571 habitants en 2010.